# V1370 Aquilae
V1370 Aquilae eller Nova Aquilae 1982 var en snabb nova i stjärnbilden Örnen. Novan upptäcktes den 28 januari 1982 av den japanske astronomen Minoru Honda.  Den nådde magnitud +6,0 i maximum och avklingade sedan snabbt. Den är nu en stjärna av 20:e magnituden. 